# Emmanuelle Salasc
Emmanuelle Salasc, connue sous le nom de plume Emmanuelle Pagano (née le 15 septembre 1969, dans l'Aveyron) est une écrivaine française.

## Biographie
Après un DEUG en arts plastiques, une licence et une maîtrise d'études cinématographiques et audio-visuelles, Emmanuelle Salasc obtient un DEA en Histoire et Civilisation, option histoire du cinéma. Elle entreprend ensuite la rédaction d'une thèse - inachevée - sur le cinéma dit « cicatriciel ». En 1997, elle obtient une agrégation d'arts plastiques et devient professeur, jusqu'en 2012.
Elle fait son entrée en littérature en 2002, avec Pour être chez moi, publié sous le pseudonyme d'Emma Schaak. À partir de son deuxième ouvrage, Pas devant les gens, paru en 2004, elle signe ses livres du nom d'Emmanuelle Pagano.
Elle est révélée en 2005 avec Le Tiroir à cheveux, publié chez P.O.L. qui devient son éditeur et chez qui elle a fait depuis paraître la quasi-totalité de ses livres dont, entre autres, les romans Les Adolescents troglodytes et Les Mains gamines, ou encore, L'Absence d'oiseaux d'eau,,, une œuvre présentée comme autofictive et qui met en scène une relation épistolaire entre deux écrivains, ainsi que Un renard à mains nues, un recueil de nouvelles.
Elle publie par ailleurs des textes courts, seule (Le Guide automatique, La Décommande...) ou en collaboration avec d'autres artistes.
Son œuvre est traduite dans plusieurs langues dont l'allemand, l'italien, l'espagnol et le hongrois.
Elle réside en Ardèche avec sa famille. En 2021, elle a commencé à publier sous son nom de naissance, Salasc, après avoir précédemment publié sous le nom de Pagano, son nom de mariage,,.

## Récompenses et distinctions
Emmanuelle Pagano a obtenu plusieurs prix au cours de sa carrière :
- Prix TSR du roman 2005 pour Le Tiroir à cheveux.
- Prix Wepler 2008 pour Les Mains gamines.
- Prix Rhône-Alpes du Livre 2009 pour Les Mains gamines
- Prix Rhône-Alpes de l’adaptation cinématographique 2009 pour Les Adolescents troglodytes.
- Prix de littérature de l'Union européenne 2009 pour Les Adolescents troglodytes.
- Prix du roman d'écologie 2018[14] pour Sauf riverains

## Publications

### Littérature

#### Romans et récits
- Pour être chez moi, sous le pseudonyme d'Emma Schaak, récit, éditions du Rouergue, 2002.

### sous le pseudonyme d'Emmanuelle Pagano

#### Romans et récits
- Pas devant les gens, roman, La Martinière, 2004.
- Le Tiroir à cheveux, P.O.L., roman, 2005.
- Les Adolescents troglodytes, roman, P.O.L., 2007.
- Les Mains gamines, roman, P.O.L., 2008.
- L'Absence d'oiseaux d'eau, roman, P.O.L., 2010.
- Nouons-nous, roman, P.O.L., 2013.
- En cheveux, récit, éd. Invenit, 2014.
- La Trilogie des rives :
  - première partie, Lignes & Fils, P.O.L, 2015[15].
  - deuxième partie, Sauf riverains, P.O.L, 2017.
  - troisième partie, Serez-vous des nôtres?   , roman, P.O.L., 2018.

#### Nouvelles et textes courts
- Le Guide automatique, nouvelle, Librairie Olympique, 2008.
- Toucher terre, à propos de Jacques Dupin, Publie.net, 2008.
- La Décommande, nouvelle, JRP-Ringier, coll. « Hapax Series », 2011.
- Un renard à mains nues, recueil de nouvelles, P.O.L., 2012.

#### Collaborations
- Le Travail de mourir, nouvelle, photographies de Claude Rouyer, éd. Les Inaperçus, 2013.
- Ligne 12, illustration de Marion Fayolle, Le Square éditeur, coll. « Carnets de lignes », 2014.

#### Ouvrages collectifs
- Sacha Lenoir, Capricci éditions, 2011.
- Jahreszeiten der französischen Küche, éditions Wagenbach, 2013.
- Des nouvelles du monde, Les Nouvelles Éditions Loubatières, 2013.
- Du souffle dans les mots. Trente écrivains s'engagent pour le climat, éditions Arthaud, 2015.
- Leurs contes de Perrault, éditions Belfond, 2015.

### Sous son nom, Emmanuelle Salasc
- Hors-Gel, roman, P.O.L., 2021.

### Cinéma
- L'Envol des samares, en collaboration avec Cédric Baud, 2014.